# Palácio Colinas de Boé
Le Palácio Colinas de Boé est un édifice situé à Bissau en Guinée-Bissau. Il abrite le siège de l'Assemblée nationale populaire (ANP), le parlement du pays.

## Histoire
Un premier édifice, financé par Taïwan est inauguré pour l'ANP, le 2 juin 1998 dans la zone industrielle de Brá. Cependant le bâtiment est partiellement détruit le 7 juin de la même année lors du coup d'État du général de brigade Ansoumane Mané contre le président João Bernardo Vieira. Cet événement est par d'ailleurs le déclencheur de la guerre civile de Guinée-Bissau.
En 2000, le gouvernement bissau-guinéen entame des négociations avec cette fois la république populaire de Chine, pour construite un nouvel édifice. Dans le cadre d'une coopération sino-bissaoguinéenne l'actuel siège de l'ANP est inauguré le 23 mars 2005.